# Kräcklinge socken
Kräcklinge socken i Närke ingick i Hardemo härad, ingår i Lekebergs kommun i Örebro län och motsvarar från 2016 Kräcklinge distrikt.
Socknens areal är 39,10 kvadratkilometer, varav 38,91 land. År 2000 fanns här 373 invånare. Kyrkbyn Kräcklinge med sockenkyrkan Kräcklinge kyrka ligger i socknen.

## Administrativ historik
Kräcklinge socken har medeltida ursprung. 
Vid kommunreformen 1862 övergick socknens ansvar för de kyrkliga frågorna till Kräcklinge församling och för de borgerliga frågorna till Kräcklinge landskommun. Landskommunen inkorporerades 1952 i Lekebergs landskommun som 1971 uppgick i Örebro kommun, för att 1995 brytas ut och uppgå i Lekebergs kommun. Församlingen uppgick 2006 i Edsbergs församling.
1 januari 2016 inrättades distriktet Kräcklinge, med samma omfattning som församlingen hade 1999/2000.
Socknen har tillhört fögderier, tingslag och domsagor enligt vad som beskrivs i artikeln Hardemo härad.  De indelta soldaterna tillhörde Närkes regemente, Edsbergs och Askersunds kompanier och Livregementets husarkår, Örebro och Västernärke skvadroner.

## Geografi
Kräcklinge socken ligger sydväst om Örebro kring Täbyån. Socknen är slättbygd på Närkeslätten med skogsbygd i öster.

## Fornlämningar
Två mindre gravfält från järnåldern är funna samt rester av en fornborg. En runristning är känd vid kyrkan.

## Namnet
Namnet (1314 Kräklinge') kommer från kyrkbyn. Förleden innehåller krake/kräkla, 'torr trädgren/krokig gren'. Efterleden innehåller inbyggarbeteckningen inge. Kräklingbo socken har ett liknande namn, med samma ursprung.
Kring 1940 ändrades namnet från Kräklinge socken till Kräcklinge socken, stavningen som sedan tidigare använts i jordeboken.

## Befolkningsutveckling
| Befolkningsutvecklingen i Kräcklinge socken 1750–1990                                                   | Befolkningsutvecklingen i Kräcklinge socken 1750–1990 | Befolkningsutvecklingen i Kräcklinge socken 1750–1990 | Befolkningsutvecklingen i Kräcklinge socken 1750–1990 | Befolkningsutvecklingen i Kräcklinge socken 1750–1990 |
| --- | ----------------------------------------------------- | ----------------------------------------------------- | ----------------------------------------------------- | ----------------------------------------------------- |
| |                                                       |                                                       |                                                       |                                                       |
| År |                                                       |                                                       | Folkmängd                                             |                                                       |
| 1750 | 1750                                                  |                                                       | 837                                                   |                                                       |
| 1760 | 1760                                                  |                                                       | 813                                                   |                                                       |
| 1769 | 1769                                                  |                                                       | 816                                                   |                                                       |
| 1780 | 1780                                                  |                                                       | 800                                                   |                                                       |
| 1790 | 1790                                                  |                                                       | 858                                                   |                                                       |
| 1800 | 1800                                                  |                                                       | 915                                                   |                                                       |
| 1810 | 1810                                                  |                                                       | 927                                                   |                                                       |
| 1820 | 1820                                                  |                                                       | 909                                                   |                                                       |
| 1830 | 1830                                                  |                                                       | 1 040                                                 |                                                       |
| 1840 | 1840                                                  |                                                       | 1 072                                                 |                                                       |
| 1850 | 1850                                                  |                                                       | 1 140                                                 |                                                       |
| 1860 | 1860                                                  |                                                       | 1 187                                                 |                                                       |
| 1870 | 1870                                                  |                                                       | 1 178                                                 |                                                       |
| 1880 | 1880                                                  |                                                       | 1 206                                                 |                                                       |
| 1890 | 1890                                                  |                                                       | 1 183                                                 |                                                       |
| 1900 | 1900                                                  |                                                       | 1 200                                                 |                                                       |
| 1910 | 1910                                                  |                                                       | 1 131                                                 |                                                       |
| 1920 | 1920                                                  |                                                       | 1 000                                                 |                                                       |
| 1930 | 1930                                                  |                                                       | 821                                                   |                                                       |
| 1940 | 1940                                                  |                                                       | 704                                                   |                                                       |
| 1950 | 1950                                                  |                                                       | 628                                                   |                                                       |
| 1960 | 1960                                                  |                                                       | 534                                                   |                                                       |
| 1970 | 1970                                                  |                                                       | 367                                                   |                                                       |
| 1980 | 1980                                                  |                                                       | 414                                                   |                                                       |
| 1990 | 1990                                                  |                                                       | 443                                                   |                                                       |
| Anm: Källor: Umeå universitet - Tabellverket 1749-1859, Demografiska databasen, CEDAR, Umeå universitet |                                                       |                                                       |                                                       |                                                       |